# Simonds D’Ewes
Sir Simonds D’Ewes, 1. Baronet (* 18. Dezember 1602 in Milden, Suffolk, England; † 18. April 1650) war ein englischer Antiquar und Moralist, der vor allem durch sein posthum erschienenes Werk Journals of all the Parliaments during the Reign of Queen Elizabeth bekannt wurde.

## Leben

### Studium, Mitglied des Langen Parlaments und Opfer der Pride’s Purge
D’Ewes studierte nach dem Besuch der Grammar School in Bury St Edmunds am St John’s College der University of Cambridge und wurde 1621 zum Studium der Rechtswissenschaften bei der Anwaltskammer von Middle Temple zugelassen. Nach Abschluss des Studiums erhielt er 1623 die Zulassung als Rechtsanwalt und begann kurz darauf mit seiner Sammlung von Materialien und Antiquitäten und dem Studium der Geschichte. 1626 heiratete er Anne Clopton, die Tochter von Sir William Clopton, der ihm durch dessen Einfluss umfangreichere Tätigkeiten ermöglichte.
Am 6. Dezember 1626 wurde D’Ewes als Knight Bachelor zum Ritter geschlagen und führte fortan den Namenszusatz Sir. Als überzeugter Vertreter des Puritanismus und Mitglied der Moderaten Partei übernahm er 1640 eine aktive Rolle in der Opposition gegen König Karl I. von England und dessen Pläne zur Auflösung des Langen Parlaments. Er selbst war Mitglied des Parlaments für Sudbury und ihm wurde am 15. Juli 1640 von König Karl I. der erbliche Adelstitel Baronet, of Stowlangtoft Hall in the County of Suffolk, verliehen. Gleichwohl bezog er nach Beginn des englischen Bürgerkrieges Stellung gegen den König für das Parlament und gehörte 1643 zu den Unterstützern des Solemn League and Covenant, einem Abkommen zwischen den schottischen Covenanters und Führern des englischen Parlamentes 1643.
1648 fiel er der sogenannten Pride’s Purge zum Opfer, einem Ereignis während der Zeit des Commonwealth of England, als Truppen unter dem Kommando von Oberst Thomas Pride gewaltsam im britischen Unterhaus all diejenigen aus dem Parlament entfernten, die die oberste Führung der Armee und die Independents nicht unterstützten. Nach diesem zwangsweisen Ausscheiden aus dem Parlament zog er sich aus dem politischen Leben zurück und widmete sich seinen literarischen Arbeiten.
In zweiter Ehe war er mit Elizabeth Willoughby verheiratet und hatte mit dieser den gemeinsamen Sohn Willoughby D’Ewes, der ihm als 2. Baronet folgte. Dieser Titel erlosch 1731 mit dem Tod des letzten männlichen Nachfahren.

### Literarisches Werk und Antiquariat
Als Antiquar legte D’Ewes eine umfangreiche Sammlung von Originaldokumenten über die Geschichte Englands an, wenngleich er zu Lebzeiten nur ein Traktat mit dem Titel The Primitive Practice for Preserving Truth (1645) sowie einige Reden veröffentlichte.
Sein bekanntestes Werk Journals of all the Parliaments during the Reign of Queen Elizabeth wurde erst posthum 1682 veröffentlicht. Diese umfangreiche Sammlung alter Urkunden und Dokumente ist heute Bestandteil der Harleian Collection  des British Museum.
Seine Tagebücher aus den Jahren 1621 bis 1624 und 1643 bis 1647 wurden nicht veröffentlicht, wobei gerade die letzteren Tagebücher eine wertvolle Sammlung der Vorgänge im Parlament und oftmals die einzigen Aufzeichnungen über Zwischenfälle und Reden im Parlament jener Zeit sind. Diese Tagebücher sind teilweise verschlüsselt oder in Latein verfasst.
Auszüge seiner Autobiography and Correspondence aus den Manuskripten im British Museum wurden mehrfach zitiert wie zum Beispiel in dem Anhang zur Historia vitae et regni Ricardi II (1729) von Thomas Hearne, Bibliotheca topographica Britannica (No. XV Band VI, 1783), von James Orchard Halliwell-Phillips in The autobiography and correspondence of Sir Simonds D'Ewes, bart.,during the reigns of James I. and Charles I. (1845) sowie in College Life in the Time of James I (1851). Weite Teile seiner Tagebücher wurden darüber hinaus von J. L. Sanford in dessen Studies of the Great Rebellion verwendet.